# Le Consentement (livre)
Pour les articles homonymes, voir Le Consentement.
Le Consentement est un récit autobiographique de Vanessa Springora, publié le 2 janvier 2020.

## Résumé
Vanessa Springora publie Le Consentement en janvier 2020 aux éditions Grasset. Elle y raconte, sous forme autobiographique, sa relation avec Gabriel Matzneff, qu’elle rencontre en 1986 à Paris, alors qu’elle avait 14 ans et lui environ 50 ans. Elle s’attache à décrire les mécanismes d’emprise mis en place par Matzneff — charme, discours intellectuels, confiance accordée par l’entourage familial et littéraire —, ainsi que l’acceptation tacite de cette relation au sein d’un milieu où sa réputation d’écrivain primé lui offrait une protection sociale. En exposant ces faits, Springora souligne l’absence de discernement quant à la capacité de consentement d’une adolescente et questionne la responsabilité collective, avant de choisir l’écriture comme moyen de se libérer et de contrer symboliquement Matzneff dans le texte .

## Portée de l'ouvrage

### Libération de l’emprise
À travers cet acte d'écriture, Vanessa Springora cherche à enfermer dans un livre son prédateur, une démarche qu'elle exprime dans son prologue où elle écrit : « Jusqu'au jour où la solution se présente enfin là, sous mes yeux, comme une évidence: prendre le chasseur à son propre piège, l'enfermer dans un livre ». Elle cherche par conséquent à se détacher de cet homme qui l'a suivie toute sa vie. À travers les nombreuses tentatives de continuer de rentrer en contact avec elle, de faire en sorte qu'il ait toujours un impact sur elle, qu'elle ne l'oublie pas. En effet, l'emprise qu'il avait sur ces jeunes filles se prolongeait aussi dans le milieu littéraire, car il écrivait des livres sur ces relations.

### Dénonciation d'un prédateur protégé
Parmi les éléments qui l'ont amenée à rédiger ce récit, à dénoncer et à mettre en lumière les agissements de Gabriel Matzneff, Vanessa Springora évoque par exemple l'attribution du prix Renaudot à Gabriel Matzneff en 2013, un prix littéraire français. Gabriel Matzneff est un auteur qui n'a jamais caché avoir des relations avec de jeunes filles. Dans l'émission Apostrophes datant de 1990, à la suite de la publication de son livre Mes amours décomposés, Gabriel Matzneff assume avoir des relations avec des jeunes filles mineures et cela ne semble choquer personne sur le plateau de l’émission mis à part l'écrivaine Denise Bombardier. Cette dernière dénonce les agissements de l'auteur et remet en perspective le fait que des jeunes filles soient folles de cet hommes, elle met en avant l'utilisation de sa réputation afin d'attirer ces jeunes filles, elle dénonce ainsi un « abus de pouvoir » de la part de cet homme. Elle questionne aussi l'impact de cet abus de pouvoir sur ces filles pour le reste de leur vie. Par ailleurs, ce n'est pas seulement sur les plateaux télévisés que Gabriel Matzneff assume son attirance pour les jeunes filles mais aussi à travers ses livres.

## Conséquences juridiques
À la suite des révélations de Vanessa Springora dans son œuvre, une enquête pour « viol sur mineure » a été ouverte.

## Adaptation cinématographique
La réalisatrice Vanessa Filho adapte le récit de Vanessa Springora dans le film Le Consentement, avec notamment comme acteurs Jean-Paul Rouve, Kim Higelin, Laetitia Casta et Élodie Bouchez. L'adaptation sort le 11 octobre 2023 au cinéma.
Le film est interdit aux moins de 12 ans en raison des scènes de sexe explicites mais aussi de son sujet difficile mais néanmoins importants de dénoncer.
Le film au début cumulant peu d'entrées, a attiré plus de monde notamment grâce au numérique et aux réseaux sociaux . En effet de nombreuses vidéos évoquant ce film et publiées sur l'application TikTok ont contribué à multiplier les entrées notamment auprès d'un jeune public. Le film attiré 40% de spectateurs en plus la deuxième semaine alors que normalement sur cette période les films font moins d'entrées.

## Prix littéraires
- Prix Jean-Jacques-Rousseau 2020[7]
- Grand prix des lectrices de Elle 2020[8]